# 扬·马泰伊科

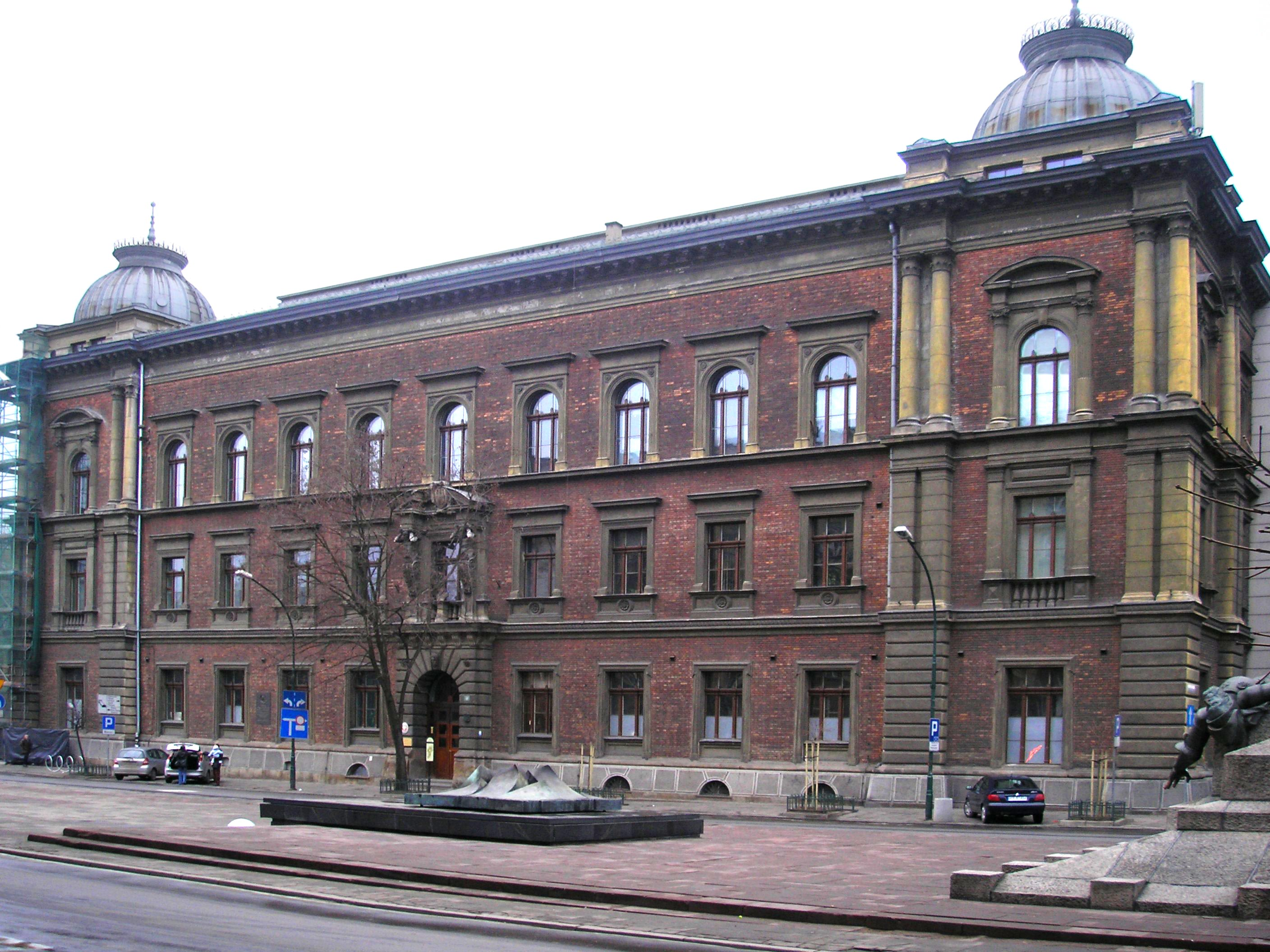
1979年，克拉科夫美术学院被冠上马泰伊科的名字，他曾就任该校校长多年

扬·马泰伊科（Jan Alojzy Matejko；1838年6月24日—1893年11月1日）是一位波兰画家，以其描绘波兰史上著名政治与军事事件的画作而著称。 他最著名的画作包括《格伦瓦德之战》一类的帆布油画、关于很多其他战役以及贵族庭院景色的画作、还包括波兰历代国王的肖像画集。他被列为最著名波兰画家之一。

## 生平
马泰伊科出生于1838年6月24日的克拉科夫自由市。 他父亲弗兰齐谢克·克萨韦雷·马泰伊科（波蘭語：Franciszek Ksawery Matejko）（1789年或1793年1月13日—1860年10月26日）是来自罗迪采的捷克人，他毕业于赫拉德茨-克拉洛韦学校；后来成为一名家庭教师与音乐教师。 他起初受科希切尔尼基的沃齐茨基家族雇佣，后来迁至克拉科夫，在那里他与拥有半日耳曼半波兰血统的约安娜·卡罗琳娜·罗斯伯格结婚。 扬是家中11个孩子中的第九子。在1846年母亲去世后，扬和他的同伴由他的表亲安娜·扎莫伊斯卡养育。
自幼年时起，马泰伊科就展示了其卓越的艺术天赋，这种天赋使他即便其他科目薄弱，却还是能够完成学业。他从未掌握过任何一门外语，甚至也无法灵活运用他的母语波兰语。因此，树立公众形象对他来说是很困难的事，但他又不得不做。
年轻时，他曾亲身经历1846年的克拉科夫起义，以及1848年奥军对克拉科夫的包围。这两件事让克拉科夫自由市从此成为历史。 他的两位哥哥进入约瑟夫·贝姆帐下，其中一人战死，另一人被迫流亡。
马泰伊科进入圣安高级中学，但后因成绩不佳，被开除。尽管如此，因为他优异的绘画才能，他得以在1852年至1858年间于克拉科夫美术学院就读。 他的老师包括沃依切赫·科尔内利·斯塔特勒尔和瓦迪斯瓦夫·武什奇凯维奇。这个时候，他就在美术之友学会从事历史画的绘作（譬如1535年的《带着崇高的敬意，献给克拉科夫大学教授的齐格蒙特一世肖像画》） 他后来在慕尼黑于历史画家赫尔曼·安许茨门下学画，还短暂并惨淡地在维也纳呆过一阵，随后便回到了克拉科夫。但是，从这个时候到马泰伊科获得商业上的成功还有一段时间；他曾当过著名的“挨饿艺术家”，这个绰号来自于他用一幅油画（Tsars Szujscy）换得5基尔德钱的经历。
1863年一月起义爆发，因为身体原因马泰伊科没有参加，但他向戈什恰的起义军提供财政支持与军火。1864年他与泰奥多拉·盖布尔托夫斯卡结婚，育有4名子女：比塔、海伦娜、塔德乌什和耶日。同年，他成为克拉科夫科学学会的成员。他的长子塔德乌什在其父亲的管教之下也成为了一名画家。 而他的女儿海伦娜也成为了一名画家，她还是一位帮助第一次世界大战的受害者的爱国人士，受到总统斯坦尼斯瓦夫·沃伊切霍夫斯基的表彰。
在那时马泰伊科开始受到国际认可。1865年，马泰伊科的画作《斯卡尔加的布道》在一年一度的巴黎博览会上获得金奖；随后毛雷奇·波托茨基伯爵开价10000基尔德将其买下。 1868年，他的画作《雷伊坦》在巴黎世博会获得金奖。评论家称马泰伊科是欧洲最重要的历史画家之一。 他成功地从一个波兰人的角度，描绘了波兰的历史，让全世界还记得起波兰，这个在当时已经覆灭，毫无独立政治地位，却还是让众多人牵肠萦心的国家。
他自1873年起成为美术学院的校长，并担任此职多年。
马泰伊科在1893年11月1日辞世。他被葬在克拉科夫拉科维茨基公墓的先贤祠。

## 作品

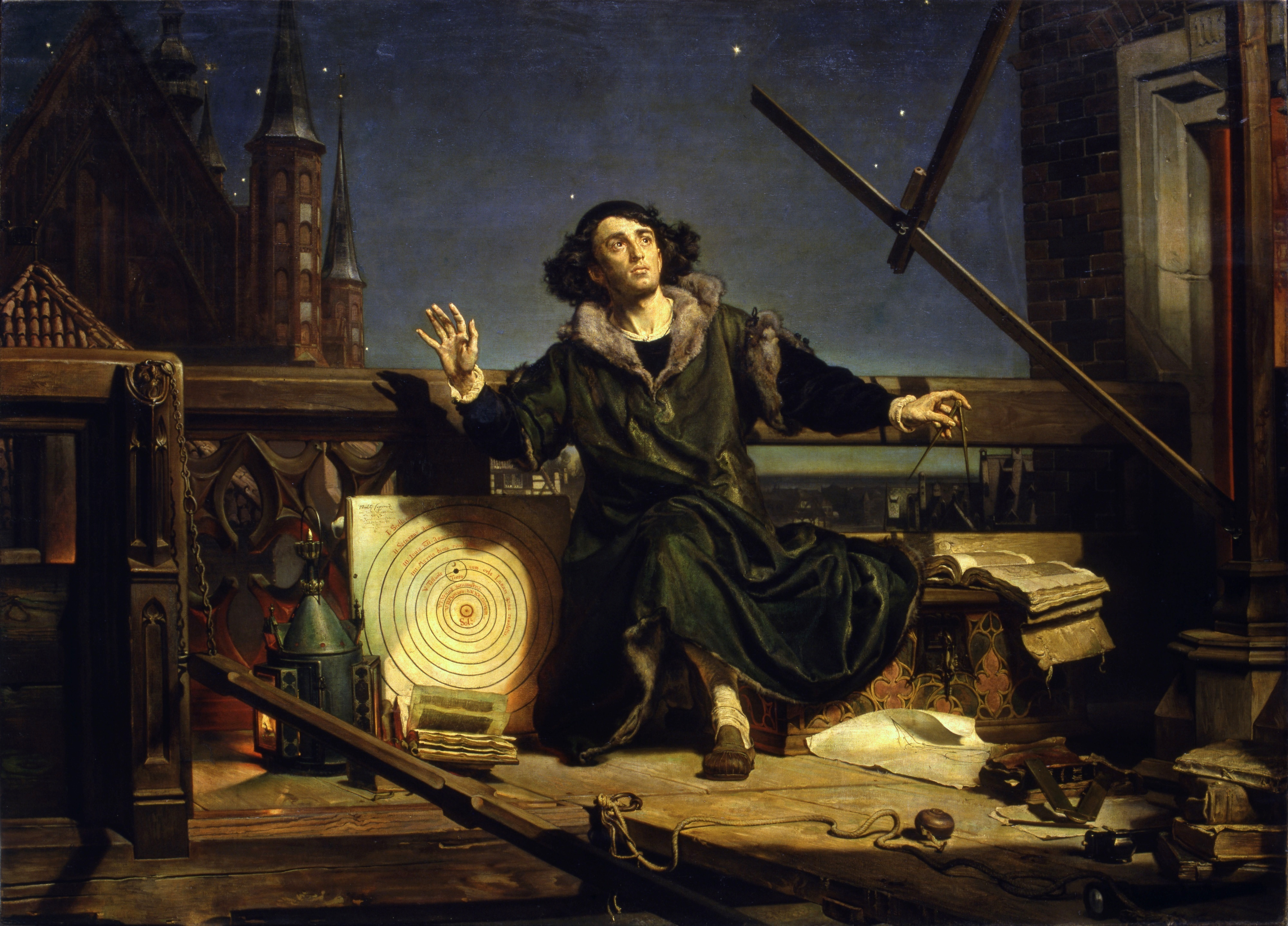
《与上帝交谈的哥白尼》，1872年绘

1860年，马泰伊科出版一部插画集《波兰的服饰》（Ubiory w Polsce），这是一部体现他对各种各样的历史文献的兴趣，以及将这种兴趣推广到波兰人，以掀起他们的爱国热情的希望的作品。1861年，他在华沙扎亨塔举办了一次称作“博娜女王下毒身亡”（Otrucie królowej Bony）的展览。国家的战败迫使他放弃基督教宗教绘画（他曾认为这种画是他的本行），而专心致力于历史画的创作。事实上，他开创了一种新的波兰历史观，这种观念认为无论科学家们怎么否认，我们还是不能解放我们自己。马泰伊科经常将在历史上并不出现在某一事件的人画在描绘这件事的画上（比如在《拉茨瓦维采战役》中出现胡戈·科万塔伊和约瑟夫·沃齐茨基将军）。他对描绘真实事件不感兴趣，但却乐于将历史与哲学相结合。马泰伊科的作品被认为是不仅有艺术价值，也有社会意义，且不仅在当时具有这样的现实意义，在现在也有。他视历史为依现在和未来形势的变化而变化的事物。马泰伊科的画作不仅仅描绘历史，更能表现他的心理和他对世界的态度。

### 历史画作

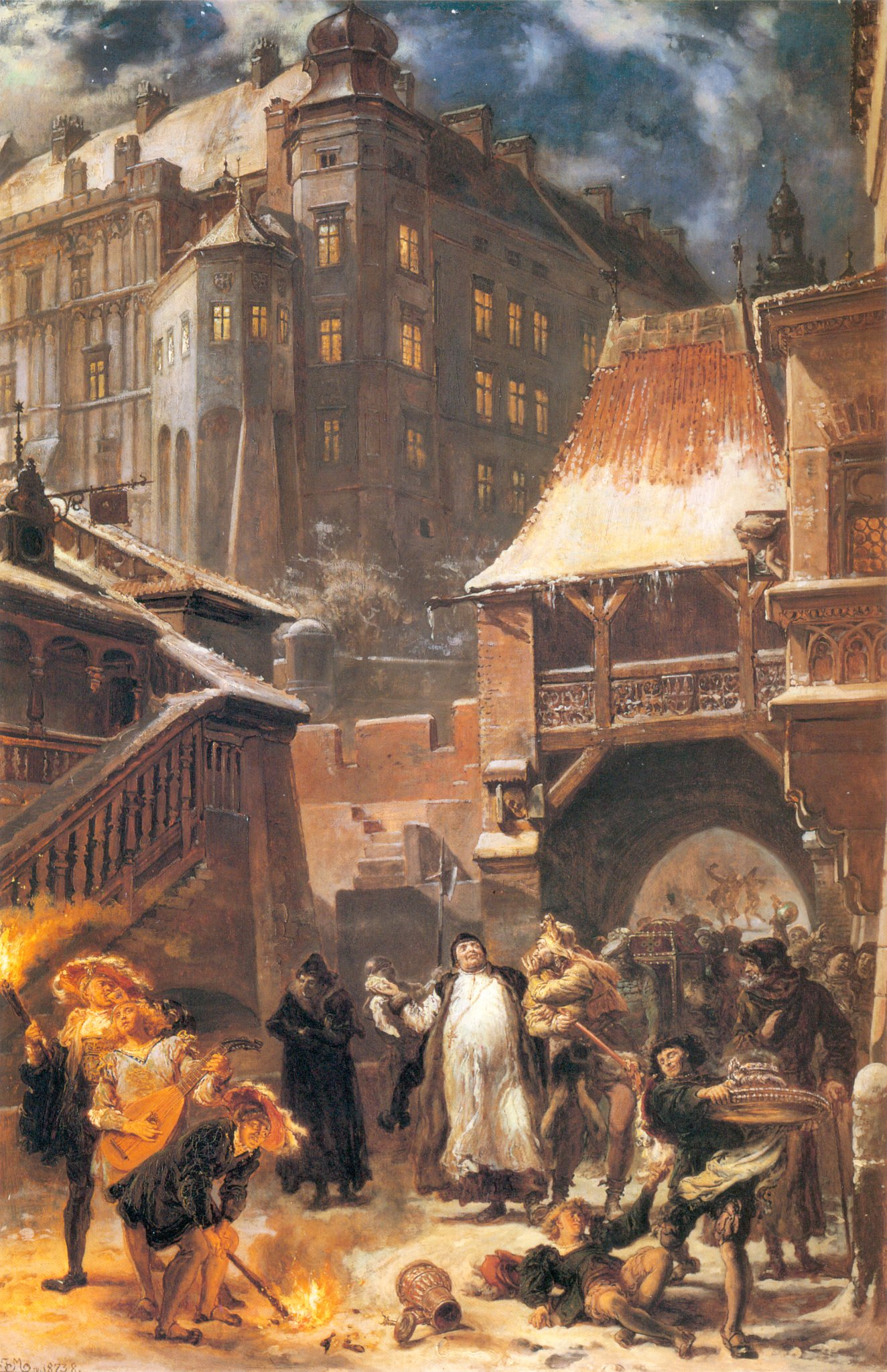
《加姆拉特和斯坦奇克》

马泰伊科关注波兰历史上的重要事件，并查阅历史文献，以画出细微的历史细节。他的历史画可分为两大部分。第一个部分以《斯坦奇克》（Stańczyk）（1862年绘）开始，内容主要是直接批判那些不爱国的权贵，在他眼中，这些人导致了波兰的灭亡。斯坦奇克是波王齐格蒙特一世（1437年-1548年）的弄臣，而在画中，马泰伊科画出了他的特征。这位弄臣是国家良心的象征：他与其他的人物隔离开，忧郁地坐在椅子上，独自看着莫斯科战争最终以惨败收场。这一类画作中还包括《皮奥特尔·斯卡尔加的布道》（Kazanie Skargi）（1864年绘）和《雷伊坦》（1866年绘）。
第二组是在一月起义后画的，是描绘波兰史上的重要事件。马泰伊科画了很多关于波兰史上重大战役和事件的画作。其中最有名的是《格伦瓦德之战》（Bitwa pod Grunwaldem）（1878年），画的是1410年波兰-立陶宛联军对条顿骑士团的全面胜利；这幅画“明显”地体现了“爱国者的竭尽全力”， 使其在国际上被称赞为“波兰民族主义无与伦比的象征”。 处在这一组别的画作还包括《卢布林联合》（Unia Lubelska）（1869年绘）、《斯特凡·巴托里围攻普斯科夫》（1872年绘）、《哥白尼》（Kopernik）、《齐格蒙特之钟》（Dzwon Zygmunta）（1874年绘）、《普鲁士称臣》（Hołd Pruski）（1882年绘）、《约翰三世在维也纳之战》（Sobieski pod Wiedniem）（1883年绘）、《韦尔内霍拉》、《塔德乌什·柯斯丘什科在拉茨瓦维采战役》（Kościuszko pod Racławicami）（1888年绘））、《波兰文明史》（Dzieje Cywilizacji w Polsce）（1889年绘）和《五三宪法》（Konstytucja 3 Maja）（1891年绘）。自1890年至1892年，他也为波兰历代国王画像，这些画作被收入他的书《波兰历代国王像》（Portraits of Polish Kings）（1890年），他对细节的孜孜以求可以在他于1887年出席雅德维加女王开棺仪式中体现出来，他出席这个仪式是为了画她的骨骼的草图。
除了历史事件，马泰伊科也为其他人或事作画。这类画中有《穿婚纱的妻子》（Żona w sukni ślubnej）（1879年绘）、《A. 波托茨基》（1879年绘）、《S. 塔尔诺夫斯基》（1890年绘）、《自画像》（1892年绘）。马泰伊科总共创作320幅油画和几千幅素描和水彩画。最终，他在1889年到1991年间为圣母圣殿的纪念彩饰上色。他最著名的作品在二战时被藏起来（《格伦瓦德之战》则在卢布林被焚毁）。1945年后，他的大部分作品被发现，并得到修复。它们现在大多数馆藏于华沙国家博物馆（Muzeum Narodowe w Warszawie）。他的作品被复制成千上万份在世间流传，这些作品让他成为波兰最著名画家之一，几乎成了波兰历史上众多关键事件的标准插图。

## 学生
他较杰出的学生包括毛里奇·戈特列布、约瑟夫·梅霍费尔、维托尔德·普鲁什科夫斯基、莱昂·维丘乌科夫斯基、斯坦尼斯瓦夫·维斯皮昂斯基、伊弗雷姆·摩西·利利恩、安托尼·皮奥特罗夫斯基。

## 著名画作
| #   | 画名 | 创作年份        | 种类及尺寸               | 展藏地点                   | 缩略图 |
| 1.  | 《斯摩棱斯克失陷后，在博纳王后宫舞会外的斯坦奇克》（《斯坦奇克》，Stańczyk w czasie balu na dworze królowej Bony gdy wieść przychodzi o utracie Smoleńska） | 1862年          | 帆布油画 120 × 88 cm     | 华沙国家博物馆             |        |
| 2.  | 《斯卡尔加的布道》（Kazanie Skargi） | 1864            | 帆布油画 224 × 397 cm    | 华沙皇家城堡               |        |
| 3.  | 《1863年——流放》（Polonia - Rok 1863，Zakuwana Polska） | 1864年？ 1879年 | 帆布油画 156 × 232 cm    | 克拉科夫恰尔托雷斯基博物馆 |        |
| 4.  | 《雷伊坦——波兰的陨落》（Rejtan – Upadek Polski） | 1866年          | 帆布油画 282 × 487 cm    | 华沙皇家城堡               |        |
| 5.  | 《卢布林联合》（Unia Lubelska） | 1869年          | 帆布油画 298 cm × 512 cm | 卢布林博物馆               |        |
| 6.  | 《斯特凡·巴托里围攻普斯科夫》（Stefan Batory pod Pskowem）                                                                                                  | 1872年          | 帆布油画 322 × 545 cm    | 华沙皇家城堡               |        |
| 7.  | 《天文学家哥白尼——与上帝谈话》（Astronom Kopernik, czyli rozmowa z Bogiem）                                                                                 | 1873年          | 帆布油画 225 × 315 cm    | 雅盖隆大学新学院           |        |
| 8.  | 《1521年克拉科夫主教座堂塔上吊起齐格蒙特钟》（Zawieszenie dzwonu Zygmunta ）                                                                                | 1874年          | 木板油画 94 × 189 cm     | 华沙国家博物馆             |        |
| 9.  | 《国王普热梅希尔二世之死》（Śmierć króla Przemysła II） | 1875年          |                          | 萨格勒布现代画展           |        |
| 10. | 《格伦瓦尔德之战》（Bitwa pod Grunwaldem） | 1878年          | 帆布油画 426 × 987 cm    | 华沙国家博物馆             |        |
| 11. | 《普鲁士效忠》（Hołd pruski） | 1880年-1882年   | 帆布油画 388 × 875 cm    | 克拉科夫国家博物馆         |        |
| 12. | 《扬三世·索别斯基在维也纳战役之后向教皇送去胜利的消息》（Jan III Sobieski pod Wiedniem）                                                                    | 1883年          |                          | 梵蒂冈博物馆               |        |
| 13. | 《韦尔内霍拉》（Wernyhora） | 1883年-1884年   | 帆布油画 290 × 204 cm    | 克拉科夫国家博物馆         |        |
| 14. | 《波兹南卢布兰斯基学院的成立》（Założenie Akademii Lubrańskiego w Poznaniu）                                                                                | 1886年          |                          | 波兹南国家博物馆           |        |
| 15. | 《拉茨瓦维采战役》（Bitwa pod Racławicami） | 1888年          | 帆布油画 450 × 890 cm    | 克拉科夫国家博物馆         |        |
| 16. | 《波兰文明史》（Dzieje cywilizacji w Polsce） | 1888年          |                          |                            |        |
| 17. | 《波兰的基督教化》（Zaprowadzenie chrześcijaństwa） | 1889年          | 木板油画 79 × 120 cm     | 华沙国家博物馆             |        |
| 18. | 《五三宪法》（Konstytucja 3 Maja 1791 r.） | 1891年          | 帆布油画 247 cm × 446 cm | 华沙皇家城堡               |        |
| 19. | 《卢布林联合》（Union of Lublin） | 1892年          | 木板油画 42 cm × 63 cm   | 克拉科夫扬·马泰伊科故居    |        |

## 进阶阅读
- Batorska, Danuta. . Art Journal (Uneasy Pieces). Spring 1992, 51 (1): 57–63  [2010-12-18]. doi:10.2307/777255. （原始内容存档于2020-03-26）. JSTOR